# Victor Siem
Victor Herman Sverre Siem född 16 juni 2002 i Skövde, är en svensk handbollsspelare som spelar i IFK Skövde som också är hans moderklubb.